# Барнвелд (Њујорк)
Барнвелд (енгл. Barneveld) град је у америчкој савезној држави Њујорк.

## Демографија
По попису из 2010. године број становника је 284, што је 48 (-14,5%) становника мање него 2000. године.
| Група             | 2000.       | 2010.       |
| Белци             | 324 (97,6%) | 271 (95,4%) |
| Афроамериканци    | 3 (0,9%)    | 1 (0,4%)    |
| Азијати           | 1 (0,3%)    | 1 (0,4%)    |
| Хиспаноамериканци | 1 (0,3%)    | 7 (2,5%)    |
| Укупно            | 332         | 284         |